# Ceferino Avecilla
Ceferino Rodríguez Alonso de Avecilla (Valladolid, 14 de diciembre de 1880-Ciudad de México, 1956) fue un escritor, dramaturgo, periodista deportivo y dirigente de fútbol español. Fue escritor de crónicas sobre sucesos importantes de su época, así como de varias novelas y obras de teatro. Fue fundador de las revistas Revista de Sport (1903), Mundo Sportivo (1903) y Gaceta del Sport (1904), y es especialmente reconocido por haber sido presidente de la Asociación de Clubes de Fútbol de Madrid (1904), primera federación de fútbol de la capital. Además de su labor periodística, literaria y futbolística, también fue abogado.
Fue uno de los responsables de la Sociedad General de Autores y Editores durante la guerra civil española, tras la cual tuvo que exiliarse en México.

## Primeros años
Nació en Valladolid siendo nieto de Ceferino Avecilla González, senador por Lérida (1881-1882) y Soria (1887-1888), quien murió en 1888. Su familia era de clase alta, poseía empresas mineras y estaba bien involucrada en la política española. Antes de cumplir los veinte años, se casó con Carmen Cuesta López de la Rosa, de quien enviudaría en 1941.

## Carrera

### Como periodista deportivo
Comenzó a escribir al inicio de su adolescencia, publicando su primer texto en 1896, un artículo sobre ciclismo. Su labor como periodista comenzó en 1903, en el Diario Universal de Madrid, de donde pasó a La Tribuna, La Libertad e Informaciones. Entre 1903 y 1904 fundó y dirigió tres revistas deportivas: Revista de Sport (1903), Mundo Sportivo (1903) y Gaceta del Sport (1904), además de colaborar como cronista deportivo en el diario madrileño Diario Universal, en el que firmó sus artículos bajo el seudónimo de F. Bowden. Mundo Sportivo sirvió de modelo para que El Mundo Deportivo se fundara en Barcelona en 1906.

### Como dirigente deportivo
En su carrera periodística tuvo un destacado papel en la promoción decidida de la actividad deportiva, por lo que en 1903 se incorporó a la directiva del Real Madrid Club en contra de la voluntad del entonces presidente Juan Padrós. Este conflicto provocó que Avecilla abandonara el club en octubre de 1903, junto a varios jugadores madridistas como los hermanos Giralt (Mario, José y Armando) y Antonio Neyra que también decidieron irse, y juntos refundaron un club recién disuelto, el Club Español de Madrid, siendo Avecilla el segundo presidente del club tras sustituir a Manuel Méndez, quien presidió el club apenas unos días. Bajo su presidencia, el club ganó el Campeonato Regional Centro 1903-04.

#### Copa del Rey de 1904
Dos meses después, el 4 de enero de 1904, es elegido presidente de la Asociación de Clubes de Fútbol de Madrid, en sustitución de Carlos Padrós, hermano de Juan. Avecilla había sido uno de los principales colaboradores de Carlos durante su año de presidente, cediendo una casa de su propiedad para la celebración de las reuniones de la Asociación, e incluso poniendo al servicio de Carlos Padrós dos de las revistas deportivas que poseía para que pudiera publicar todos los documentos oficiales de la Asociación Madrileña de Clubes de Fútbol. Apenas unos días después de asumir la presidencia de la Asociación, Avecilla anunció en la prensa de Madrid y Barcelona la celebración de la Copa del Rey de 1904, que estaba destinada a ser disputada por los campeones autonómicos de Madrid, Bilbao y Cataluña.
El 19 de marzo, el Club Español de Avecilla y el Madrid de Padrós se enfrentaron en las semifinales del Torneo de Clasificación de Madrid (el concurso de clasificación para la Copa del Rey de 1904) y terminó en un empate 5-5. Ambos equipos no lograron llegar a un acuerdo sobre cuándo deberían volver a jugar el partido. El Club Español quería jugar al día siguiente, pero el Madrid se negó, citando las reglas del torneo que establecían que no se podía jugar una repetición menos de 48 horas después del partido anterior; no obstante, el Club Español fue a repetir el partido al día siguiente, pero el Madrid no se presentó. La federación madrileña, cuyo presidente Ceferino Avecilla pasó a ser también presidente del Club Español, falló a favor del Español, y se proclamó vencedor. El torneo terminó en más polémica cuando el Club Español no pudo participar en la final, por lo que el Athletic Club se proclamó campeón.
Avecilla solo duró tres meses al frente de la federación madrileña, pues la federación dejó de existir tras el polémico y caótico desarrollo de la Copa del Rey de 1904. Avecilla presentó su renuncia el 24 de marzo, y aunque no fue aceptada por la junta, la federación dejó de existir cinco días después, el 29 de marzo de 1904. Meses después Avecilla volvió a enviar una carta de renuncia, pero ahora solo un trámite porque la federación ya había desaparecido. Tras el verano de 1904, Avecilla también concluyó su mandato con el Club Español de Madrid, dejando huérfano al club en su gestión pese a ser el vigente campeón madrileño y contar con los hermanos Giralt. La experiencia de Avecilla en el fútbol debió ser muy desagradable, ya que abandonó para siempre el deporte para centrarse en su actividad periodística y literaria.

### Como escritor

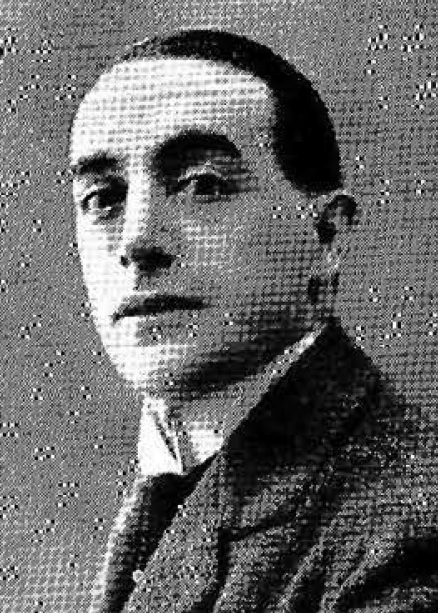
Retrato de Ceferino R. Avecilla publicado en 1915

Es autor de las novelas Los crepúsculos (1906), Rincón de humildes (1908), Margot quiere ser honrada (1922) y La amaba locamente (1925), pero su mayor éxito profesional lo encontró en el teatro. Su primera obra, Silencio, se estrenó en 1913 en el Colegio Imperial de Madrid, y antes de 1922 había representado casi una decena de obras, entre ellas Los camino de Roma (1917), El enemigo malo, Tupi-Palace, Su majestad y El estudiante de Salamanca.

## Últimos años
Su ideología comunista le hizo tener una activa actividad política durante los años republicanos, hasta el punto de verse obligado a refugiarse dos veces en París. Fue uno de los responsables de la Sociedad General de Autores y Editores durante la guerra civil española y vistió el uniforme de comandante del Ejército Rojo con su estrella de cinco puntas. Tuvo su centro de operaciones en el Café Castilla, adonde paseaba cadáveres en un autómovil que había robado. Posteriormente se instaló en Miraflores de la Sierra donde se le llamaba El requisón de Miraflores, por su actividad criminal de requisa y robo.   
tras lo cual tuvo que exiliarse en México, tras haber sido encarcelado al final de la Guerra Civil. Llegó a México el 22 de mayo de 1942, donde continuó su carrera periodística y literaria, colaborando en diversas revistas, en las que escribió críticas de teatro y cine.
Cuatro años después de su llegada, estrenó la obra La condenada (1946), que escribió durante su estancia en prisión. En 1947, Avecilla ganó el primer premio en el Concurso de Arte Lírico y Teatral organizado en Francia por el Movimiento Libertario Español con la obra Que en España empieza a amanecer. Después de este premio, poco se sabe de su vida y se desconoce la fecha exacta de su muerte. Se cree que murió en 1956.